# عناية الله الكشميري
عناية الله خان الكشميري كان أحد النبلاء المغول البارزين، وهو من أصل كشميري، عاش في أوائل القرن الثامن عشر، برز في منصب ديوان التان خالصة.

كان عناية الله والد هداية الله خان الصدر الأعظم لبهادر شاه الأول. وكان هو نفسه أحد أحفاد قاضي موسى شهيد. في عام 1712، عُين عناية الله خان حاكمًا شخصيًا لكشمير، حيث قاد حملة لإخضاع زعيم قبيلة بومبا [الإنجليزية] مظفر خان، الذي استولى على منطقتي درافا وكارناه في كشمير. تُوفي جهاندار شاه بينما كان عناية الله خان منخرطًا في التمرد. أُلغيَت ولاية عناية الله كشميري في كشمير مع تولي فرخسير، الذي عين والد زوجته، مير محمد تقي حسيني سعدات خان - وهو كشميري آخر - منصب الحُكم والولاية.  وفي وقت لاحق، جعل فرخسير من عناية الله خان ديوان تان خالصة وخان السمان، من أجل الحصول على دعمه ضد الأخوان السادة. في عهد فرخسير، كان عناية الله مسؤولًا عن إعادة فرض الجزية بعد وفاة أورنجزيب:
لقد وضع عناية الله أمامي رسالة من شريف مكة يحث فيها على وجوب جمع الجزية وفقًا للقرآن. وفي مسألة الإيمان، لا أملك القدرة على التدخل.
وفي عام 1717 أُعيد تعيينه حاكمًا لكشمير. أشعل النار في منطقة الهندوس في سريناجار ومنع البانديت من ارتداء العمائم. قام عناية الله خان بتشكيل جيش للإطاحة بالأخوان السادة، أثناء الحكم الاسمي لشاه جهان الثاني، ولكن قُبض عليه في دلهي وأُلقي به في السجن في حزيران 1719 م. في عام 1724، أُعيد تعيين عناية الله خان حاكمًا لكشمير للمرة الثالثة.